# Componente Operacional do Sistema de Forças (Exército Português)
A Componente Operacional do Sistema de Forças (COSF) inclui o conjunto dos comandos, forças e unidades operacionais do Exército Português. Os elementos da COSF encontram-se na dependência hierárquica do Comando das Forças Terrestres.
A COSF existe paralelamente à Componente Fixa do Sistema de Forças, esta agrupando os órgãos e serviços essenciais à organização e ao apoio geral ao Exército. 
A COSF sucedeu - na sequência da nova Lei Orgânica do Exército de 2009 - à anterior Força Operacional Permanente do Exército (FOPE) que havia sido criada pela Lei Orgânica do Exército de 2006
Constituem elementos da COSF: as grandes unidades (Brigada Mecanizada, Brigada de Reacção Rápida e Brigada de Intervenção), as unidades operacionais e as Forças de Apoio Geral.